# لايف نيشن إنترتينمنت
لايف نيشن إنترتينمنت (بالإنجليزية: Live Nation Entertainment)‏ هي شركة ترفيه أمريكية، تأسست في عام 2010 عقب اندماج شركة لايف نيشن وتيكيت ماستر. الشركة تقوم بالترويج وبيع تذاكر للحفلات الترفيهيه في جميع أنحاء العالم كما أنها تمتلك عدة منشآت ترفيهية.

## وصلات خارجية
- الموقع الرسمي